# Trường Trị, Bình Đông

Vị trí tại Bình Đông

Trường Trị (tiếng Trung: 長治鄉; bính âm: Chángzhì xiāng) là một hương (xã) của huyện Bình Đông, tỉnh Đài Loan, Trung Hoa Dân Quốc (Đài Loan). Hương có nền kinh tế dựa vào lĩnh vực nôn nghiệp và cư dân chủ yếu là người Khách Gia. Diện tích của Trường Trị là 39,8856 km², dân số vào tháng 8 năm 2011 là 30.755 người thuộc 9.769 hộ gia đình, mật độ cư trú đạt 771,1 người/km²